# Músculo elevador do ânus

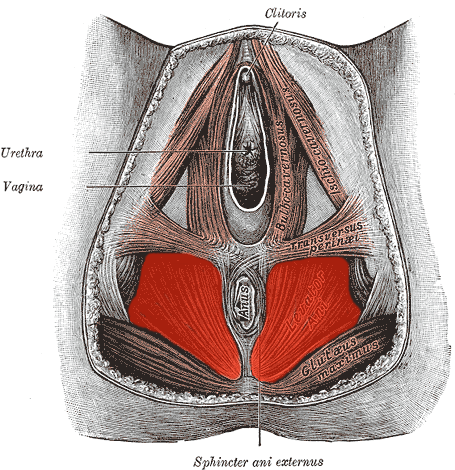
Foto do músculo elevador do ânus

O músculo elevador do ânus é um músculo da pelve situado no períneo posterior. É dividido em três partes: puborretal, pubococcígeo e iliococcígeo. Separa a cavidade perineal da pélvica.